# Union City
Union City er en by i Hudson County, New Jersey, USA. Union City har 68.589(2020) indbyggere på et 3,33 km² stort landområde. Byen er den tættest befolkede i USA med 19.936 pr. km² – næsten dobbelt så meget som den næsttættest befolkede by, New York City.
Union City blev indført som en by ved lov den 1. januar 1925, hvor den erstattede både Union Hill og West Hoboken.